# Amine Adli
Amine Adli (Béziers, 10 maggio 2000) è un calciatore marocchino con cittadinanza francese, centrocampista del Bournemouth e della nazionale marocchina.

## Caratteristiche tecniche
È un trequartista molto propenso alla fase offensiva, può agire anche sugli esterni e come seconda punta. Ha diverse qualità come la velocità, il dribbling e si rivela un ottimo assist man.

## Carriera

### Club
Tolosa
Cresciuto nel settore giovanile del Tolosa, ha debuttato in prima squadra il 18 dicembre 2019 disputando l'incontro di Coupe de la Ligue perso 4-1 contro l'Olympique Lione.
Successivamente nella stagione 2019/2020 esordisce nella prima squadra del Tolosa. Nella stagione 2020-2021 realizza 8 goal e 7 assist in Ligue 2 arrivando fino allo spareggio per la promozione,perso poi contro il Nantes.
Bayer Leverkusen
Il 26 agosto 2021 viene acquistato dal Bayer Leverkusen per 7,5 milioni di euro. Diventa ben presto un giocatore importante per il club tedesco ed è tra i protagonisti della stagione 2023-2024 dove il Bayer Leverkusen vince la Bundesliga e la Dfb Pokal. L'attaccante chiude la stagione con 10 goal e 12 assist tra tutte le competizioni.

### Nazionale
Dopo avere rappresentato la Francia a livello giovanile, nell'agosto 2023 accetta la convocazione da parte del Marocco, nazionale delle sue origini. Il 12 settembre 2023 esordisce con la selezione nordafricana nell'amichevole vinta 1-0 contro il Burkina Faso. Il 17 ottobre seguente realizza il suo primo gol per i marocchini nel successo per 3-0 contro la Liberia.

## Statistiche

### Presenze e reti nei club
Statistiche aggiornate al 19 maggio 2024.
| Stagione                | Squadra                 | Campionato              | Campionato | Campionato | Coppe nazionali | Coppe nazionali | Coppe nazionali | Coppe continentali | Coppe continentali | Coppe continentali | Altre coppe | Altre coppe | Altre coppe | Totale | Totale | Totale |
| Stagione                | Squadra                 | Comp                    | Pres       | Reti       | Comp            | Pres            | Reti            | Comp               | Pres               | Reti               | Comp        | Pres        | Reti        | Pres   | Reti   |        |
| ----------------------- | ----------------------- | ----------------------- | ---------- | ---------- | --------------- | --------------- | --------------- | ------------------ | ------------------ | ------------------ | ----------- | ----------- | ----------- | ------ | ------ | ------ |
| 2017-2018               | Tolosa 2                | N3                      | 3          | 0          |                 | -               | -               |                    | -                  | -                  |             | -           | -           | 3      | 0      |        |
| 2018-2019               | Tolosa 2                | N3                      | 18         | 4          |                 | -               | -               |                    | -                  | -                  |             | -           | -           | 18     | 4      |        |
| 2019-2020               | Tolosa 2                | N3                      | 9          | 1          |                 | -               | -               |                    | -                  | -                  |             | -           | -           | 9      | 1      |        |
| Totale Tolosa 2         | Totale Tolosa 2         | Totale Tolosa 2         | 30         | 5          |                 |                 |                 |                    |                    |                    |             |             |             | 30     | 5      |        |
| 2019-2020               | Tolosa                  | L1                      | 4          | 0          | CF+CdL          | 1+1             | 0               |                    | -                  | -                  |             | -           | -           | 6      | 0      |        |
| 2020-2021               | Tolosa                  | L2                      | 33+3       | 8          | CF              | 0               | 0               |                    | -                  | -                  |             | -           | -           | 36     | 8      |        |
| ago. 2021               | Tolosa                  | L2                      | 1          | 0          | CF              | -               | -               |                    | -                  | -                  |             | -           | -           | 1      | 0      |        |
| Totale Tolosa           | Totale Tolosa           | Totale Tolosa           | 41         | 8          |                 | 2               | 0               |                    |                    |                    |             |             |             | 43     | 8      |        |
| 2021-2022               | Bayer Leverkusen        | BL                      | 25         | 3          | CG              | 1               | 0               | UEL                | 8                  | 1                  |             | -           | -           | 34     | 4      |        |
| 2022-2023               | Bayer Leverkusen        | BL                      | 26         | 5          | CG              | 0               | 0               | UCL+UEL            | 4+8                | 0+2                |             | -           | -           | 38     | 7      |        |
| 2023-2024               | Bayer Leverkusen        | BL                      | 23         | 4          | CG              | 6               | 5               | UEL                | 13                 | 1                  |             | -           | -           | 42     | 10     |        |
| 2024-2025               | Bayer Leverkusen        | BL                      | 8          | 1          | CG              | 1               | 0               | UCL                | 3                  | 0                  | SG          | 1           | 0           | 13     | 1      |        |
| Totale Bayer Leverkusen | Totale Bayer Leverkusen | Totale Bayer Leverkusen | 82         | 13         |                 | 8               | 5               |                    | 36                 | 4                  |             | 1           | 0           | 127    | 22     |        |
| Totale carriera         | Totale carriera         | Totale carriera         | 153        | 26         |                 | 10              | 5               |                    | 36                 | 4                  |             | 1           | 0           | 200    | 35     |        |

## Palmarès

### Club
- Campionato tedesco: 1

Bayer Leverkusen: 2023-2024
- Coppa di Germania: 1

Bayer Leverkusen: 2023-2024
- Supercoppa di Germania: 1

Bayer Leverkusen: 2024

### Individuale
- Capocannoniere della Coppa di Germania: 1

2023-2024 (5 gol)